# Arbetsmiljön i gruvor
Arbetsmiljön i gruvor berör frågor om arbetsmiljö och då främst arbetsmiljösäkerhet och hälsa vid gruvdrift.

## Formell och informell gruvverksamhet
Gruvprodukter är nödvändiga för verksamheten inom tillverkningsindustri, byggnadsverksamhet och många andra sektorer. Sedan början av 2000-talet har den industriella utvecklingen accelererat i många länder, inkl jätteländer som Kina och Indien. Ökad efterfrågan på mineraler har resulterat i expanderande gruvverksamhet, också i Sverige.
De mest inkomstbringande mineralerna är kol, koppar, järnmalm och guld. Kol eldar fortfarande ugnarna i många industrier och bidrar med 27% av världens energiförsörjning. Kol är den dominerande gruvprodukten i Kina, USA, Indien, Australien, Ryssland, Indonesien, Sydafrika, Tyskland och Polen.
Gruvverksamhet bedrivs dels inom den formella ekonomin, där de största företagen har tio- eller hundratusentals anställda. De största företagen (Vale, Shenhuan Group, Anglo American, BHP Billiton. Norilsk Nickel, Rio Tinto Group, Anglo Gold Ashanti, Anglo American, etc) har sina huvudkontor i Rio de Janeiro, Beijing, London, Melbourne, Moskva, och Johannesburg men flertalet av dem opererar i länder på flera kontinenter.
Inom den formella ekonomin eftersträvas högre produktivitet, effektivitet och bättre arbetsförhållanden. De viktigaste instrumenten utgörs av mekanisering, datorisering, automation, förbättrad arbetsorganisation och globalisering. Arbetsmiljön förändras. Tungt fysiskt arbete minskar eller försvinner liksom många risker for arbetsolyckor och arbetssjukdomar. Nya risker skapas. På längre sikt minskar antalet anställda (även om det senaste decenniet har sett en ökning av antalet anställda i många länder, på grund av den kraftigt ökade efterfrågan på gruvprodukter).
Gruvverksamhet bedrivs också inom den informella ekonomin, i små företag, ofta illegalt. Små mineralmängder utvinns med arbetsintensiva metoder och under riskfyllda arbetsförhållanden, utan kontroll av myndigheterna. Totalt arbetar mellan 10 och 15 miljoner människor i sådan småskalig gruvverksamhet. Hälften är kvinnor och många är barn. 100 miljoner beräknas vara beroende av denna verksamhet för sin överlevnad.

## Olycksfall
Varje år dör tusentals gruvarbetare i olyckor, särskilt i kolgruvor och vid brytning av hårda mineraler. Olyckorna orsakas av gas- eller dammexplosioner, gasförgiftning, felaktigt handhavande av explosivt material, bränder, kollapsande gruvstrukturer, översvämningar. I många länder har man lyckats minska antalet dödsfall på grund av olycksfall i arbetet, men gruvverksamheten hör fortfarande till de sektorer som har högst dödstal. Den informella gruvverksamheten finns inte representerad i statistiken.

## Arbetssjukdomar
De vanligast förekommande arbetssjukdomarna hos gruvarbetare är lungsjukdomar, hörselnedsättning och belastningssjukdomar. Tusentals människor dör årligen av silikos (stendammlunga) trots att uppkomstmekanismen för silikos varit känd i hundratals år. Också antrakos (koldammlunga) och asbestos skördar många offer. Förebyggandet av silikos har föranlett många initiativ under årens lopp, men endast i ett fåtal länder är sjukdomen under full kontroll. Sverige är ett av dessa länder. Sedan slutet av 1990-talet har WHO och ILO ett globalt program för elimination av silikos. Stora gruvländer som Kina, Indien, Sydafrika, Brasilien och Chile har anslutit sig till detta program.

## Säkerhet och hälsa i gruvverksamheten i Sverige
Arbetsmiljösäkerhet och hälsa i svensk gruvverksamhet är god i jämförelse med andra gruvländer. Förhållandevis få allvarliga olyckor inträffar. Icke desto mindre är olycksfallsfrekvensen i gruvarbete högre än för den genomsnittlige anställde i svenskt arbetsliv. De fall där man under 2010 begärde ersättning för arbetssjukdom var relaterade till hörselnedsättning på grund av buller respektive belastningssjukdomar. Exposition for dieselavgaser och radon utgör en stor källa till luftförorening i många gruvor, och bör minskas och kontrolleras.